# Charinus bordoni
Espèce
Synonymes
- Speleophrynus bordoni Ravelo, 1975

Charinus bordoni est une espèce d'amblypyges de la famille des Charinidae.

## Distribution
Cette espèce est endémique de l'État de Zulia au Venezuela,. Elle se rencontre à Jesús Enrique Lossada dans la Serranía de Perijá dans la grotte Cueva de Cerro Verde.

## Description
La carapace des mâles mesure de 3,80 à 4,60 mm de long sur de 4,40 à 5,60 mm et celle des femelles de 3,10 à 4,70 mm de long sur de 3,60 à 5,60 mm.
Cet amblypyge troglobie est anophtalme.

## Systématique et taxinomie
Cette espèce a été décrite sous le protonyme Speleophrynus bordoni par Ravelo en 1975. Elle est placée dans le genre Charinides par Quintero en 1983 puis dans le genre Charinus par Delle Cave en 1986.

## Étymologie
Cette espèce est nommée en l'honneur de Carlos Bordón Azzali (1921-2012).

## Publication originale
- Ravelo, 1975 : « Speleophrynus bordoni nueva especie de amblipigios de la familia Charontidae en una cueva de Venezuela (Arachnida: Amblipygy). » Boletín de la Sociedad Venezolana de Espeleología, no 15, p. 17-25.